# Лис (герб)
Лис (пол. Lis, Lyssowye, Lisy, Bzura, Murza, Mzura, бел. Ліс) — польский и литовский  дворянский герб.

## Описание герба (поА. Б. Лакиеру)

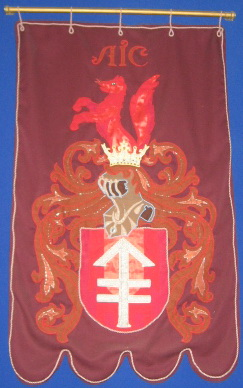
Хоругвь с гербом Лис

Серебряное копье или белая стрела, положенная в красном поле и перекрещённая двумя белыми перекладинами наподобие секир. На шлеме видна до половины выходящая лисица, обращённая вправо.

## Легенда о происхождении герба
Согласно А. Б. Лакиеру, благородному мужу, имевшему в гербе своём лисицу (оттого и название эмблемы Lis), Казимир I после победы, одержанной над ятвягами на реке Мзуре в 1058 году, даровал новый знак его отваги — копьё, в память того, что он с малым отрядом, окружённый неприятелем, дал сигнал копьём, брошенным вверх с зажжённой серой, и тем спас себя и войско от погибели.
Другое изложение той же легенды звучит таким образом. В 1058 году Казимир Восстановитель в погоне за ятвягами, опустошавшими страну, дошёл до Сохачева (?). Высланный на разведку, отряд воинов под командованием рыцаря из рода Лисов случайно напоролся на большой отряд неприятеля. Пробуя вызвать подмогу, рыцарь выстрелил высоко вверх подпаленной стрелой. Вскоре подошла подмога, и атакованный с двух сторон противник был легко побеждён. Казимир Восстановитель в память о горящем сигнале помощи дал рыцарю герб со стрелой. Его родовой знак — Лис — смешался с «горящей» стрелой.

## История герба

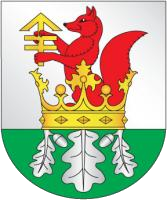
Герб города Березино.

Этот шляхетский герб принадлежал впоследствии многим родам, из которых особенной известностью пользовались князья Сапеги и Свирские.
В Российской империи герб Лис (с пометкой: употребляют Бзуры, Вилькановские, Вольские, Воровские, Грайбнеры, Гржегоржевские, Грудовские, Ежевские, Забело, Каниговские, Космовские, Лисецкие, Лиссовские, Михневичи, Олтаржевские, Ольшевские, Радзиминские, Рудницкие, Сапеги, Сикорские, Старженские, Хоментовские, Чарноцкие, Ярницкие) был внесён в Часть 3 Гербовника дворянских родов Царства Польского
- Герб рода дворян Старжинских (Старженских) был внесён в Часть 20 Общего гербовника дворянских родов Всероссийской империи
- Герб рода дворян Макаренко был внесён в VI раздел гербовников дворянских родов Полтавской, Малороссийской, Херсонской и иных губерний.

Производным от герба Лис является современный официальный герб города Березино (Минская область, Белоруссия). 
А
1. Абрек (Abrek)
2. Андржеевичи (Andrzejewicz)

Б
1. Бартоломеевичи (Bartlomiejewicz)
2. Бахцицкие (Бехцицкие) (Bachcicki, Bechcicki)
3. Беглевские (Бегловские) (Beglewski, Begłowski)
4. Бенет (Benet)
5. Бехчицкие (Bechczycki)
6. Бзурские (Bzurski)
7. Бзуры (Bzura)
8. Бискупские (Biskupski)
9. Богуфал (Bohufał)
10. Болестрашицкие (Bolestraszycki)
11. из Бонковца (z Bakowca)
12. Боровские (Borowski)
13. Боуфал (Boufał)
14. Бочка (Boczka)
15. Букцицкие (Букчицкие) (Bukcicki, Bukczycki)
16. Бухчицкие (Buchczycki)
17. Буцели (Bucela)

В
1. Ваньковичи (Wankowicz)
2. Ванковские (Wankowski)
3. Васенцовичи (Васечовичи, Васецовичи) (Wasiencowicz, Wasieczowicz, Wasiecowicz)
4. Вербские (Werbski)
5. Верещака (Wereszczaka)
6. Вихоровские (Wichorowski)
7. Вежлинские (Wiezlinski)
8. Вильканоские (Вилькановские) (Wilkanoski, Wilkanowski)
9. Войтеховичи (Wojtechowicz)
10. Волотковичи (Wołotkowicz)
11. Вольские (Вольские з Воли Блоковей) (Wolski, Wolski z Woli Błokowej)
12. Волян (Wolan)
13. Воровские (Worowski)
14. Вороневские
15. Вороновичи (Woronowicz)
16. Воропай (Woropaj)
17. Воротницкие
18. Воротынец (Worotyniec)
19. Воротынецкие
20. Врублевские (Wroblewski)
21. Высоцкие (Wysocki)

Г
1. Гавецкие (Gawecki)
2. Гавяновские
3. Ганушевичи (Hanuszewicz)
4. Гатардовичи (Gatardowicz)
5. Гебултовские (Giebułtowski)
6. Гелбутовские (Giełbutowski)
7. Гембицкие (Gembicki)
8. Гертут (Gertut)
9. Глинские (Glinski)
10. Говорские (Goworski)
11. Голуховские (Gołuchowski)
12. Готтарт (Gottart)
13. Грайбнеры (Grajbner)
14. Грегоровичи (Gregorowicz)
15. Гржегоржевские (Grzegorzewski)
16. Гржива (Grzywa)
17. Гродовские (Grodowski)
18. Грудовские (Градовские; Grudowski)

Д
1. Даниловичи
2. Дорожкевичи (Dorozkiewicz)
3. Дорошкевичи (Doroszkiewicz)
4. Дорошко (Doroszko)
5. Дробыши (Drobysh)

Е
1. Ежевские (Jezewski)
2. Ерличи (Jerlicz)
3. Едка, Ёдка (Jedko, Jodko)

И
1. Ивашенцовичи (Iwaszencowicz)
2. Илинские (Iliński)
3. Иодко (Jodko)
4. Иодковский (Jodkowscy,Jodkowski)
5. [Ильгашовы]

З
1. Забело (Забелло) (Zabieło, Zabiełło)
2. Завадские (Zawadzki)
3. Задамбровские (Zadambrowski)
4. Зайонц (Zając)
5. Заика (Zajka)
6. Залеские (Zaleski)
7. Запасник (Zapasnik)
8. Здан (Zdan)

Й
1. Иодко (Jodko)
2. Йодковские (Jodkowski, Jodkowśćy)

К
1. Каниговские (Kanigowski)
2. бароны и дворяне Кантур (Kantur)
3. Карницкие (Karnicki)
4. Касицкие (Kasicki)
5. Квиленские (Kwilenski)
6. Квилинские (Kwilinski)
7. Кейштор (Kieysztor)
8. бароны и дворяне Кемпинские (Kempinski, Kiempinski)
9. Кеншторт (Kesztort)
10. Кешторф (Kesztorf)
11. Киркилло (Kirkiłło)
12. Климунтовские (Klimuntowski)
13. Кнегеницкие (Kniehenicki)
14. Козаковские (Kozakowski)
15. Козегловские (Koziegłowski)
16. Козловские (Kozłowski)
17. Козлинские (Kozninski)
18. Колесинские (Kolesinski)
19. Комонские (Komonski)
20. Коморовские (Komorowski)
21. Комунские (Komunski)
22. Конопка (Konopka)
23. Константиновичи (Konstantynowicz)
24. Контербинские (Kontrebinski)
25. Конча (Koncza)
26. Корсаки (Korsak, Korsak Sowicz)
27. Космовские (Kosmowski) (в гербе русских Космовских — с изменением (ОГ V, 90))
28. Коссинские (Kosinski)
29. Костржевские (Kostrzewski)
30. Кроинские (Kroinski)
31. Кросня (Krosnia)
32. Кульчицкие (Kulczycki)
33. Кутыловичи (Kutyłowicz)
34. Кутыловские (Kutyłowski)

Л
1. Лис (Lis)
2. Летецкие (Letecki)
3. Липицкие (Lipicki)
4. Лисецкие (Лисецкие з Лищек) (Lisiecki, Lisiecki z Liszek)
5. Лисковские (Liskowski)
6. Лисовские (Lisowski)
7. Лиссовские (Lissowski)
8. Лисянские (украинский род) (ОГ X, 114)
9. Лобода (малороссийский род)
10. Лонцкие (Łącki)
11. Лукашевичи (Łukaszewicz)
12. Лисай (Lisay)

М
1. Макаревичи (Makarewicz)
2. Макаренко(ов) (малороссийский казачий род) (Makarenko (ow))
3. Макаровичи (Макоровичи) (Makarowicz, Makorowicz)
4. Малушенские (Małuszenski)
5. Мамоницы (Mamonic)
6. Мацовичи (Macowicz)
7. Медекша (Medeksza)
8. Метра (Metra)
9. Мехоржевские (Miechorzewski)
10. Мешковские (Mieszkowski)
11. Миколаевские (Mikołajewski)
12. Миронские (Mironski)
13. Михаловичи (Michałowicz)
14. Михневичи (Michniewicz, Michniewicz Roszczyc)
15. Мицкевичи (Mickiewicz)
16. Мниховские (Mnichowski)
17. из Мстичова (z Mstyczowa)

Н
1. Нарбуты (Narbut)
2. Нацевичи (Nacewicz)
3. Нацовичи (Начовичи) (Nacowicz, Naczowicz)
4. Незнановские (Nieznanowski)
5. Немержа (Niemierza)
6. Немста (Niemsta)
7. Немчиновичи (Niemczynowicz)
8. Нециковские (Niecikowski)
9. Нечицкие (Nieczycki)

О
1. Олтаржевские (Ołtarzewski)
2. Ольшевские (Olszewski)
3. Орлицкие (Orlicki)
4. Осендовские (Оссендовские, Оседовские) (Osendowski, Ossendowski, Osedowski)
5. Охаб (Ochab)

П
1. Парчевские (Parczewski)
2. Петрашковичи (Petraszkowicz)
3. Петровичи (Petrowicz)
4. Печинга (Pieczynga)
5. Печонка (Pieczonka)
6. Пиотровские (Петровские) (Piotrowski)
7. Поструменские (Поструминские) (Postrumienski, Postruminski)
8. Прощевичи (Proszczewicz)
9. Прощовичи (Proszczowicz)
10. Пясечинские (Piaseczynski)

Р
1. Радзиминские (Радзыминские) (Radziminski, Radzyminski)
2. Раппольд (Rappold)
3. Рахоцкие (Rachocki)
4. Рожницкие (Roznicki)
5. Рощицы (Roszczyc, Rozczyc)
6. Рудницкие (Рудницкие з Рудника) (Rudnicki, Rudnicki z Rudnika)
7. Рушель (Ruszel)
8. Рущицы (Ruszczyc)
9. Рымвиды (Rymwid)

С
1. Самсоновичи (Samsonowicz)
2. Сангайло (Sangajło)
3. князья и дворяне Сапеги (Sapieha)
4. Саулуковичи (Saułukowicz)
5. князья и дворяне Свирские (Сверские) (Swirski, Swierski)
6. Святопепелк (Swiatopelk)
7. Сикора (Sikora)
8. Сикорские (Sikorski)
9. Сиповичи (Sipowicz)
10. Скудики (Sudyk)
11. Словик (Słowik)
12. Слупские (Słupski)
13. Смецинские (Smiecinski)
14. Спижарные (Spizarny)
15. Станиславовичи (Stanisławowicz)
16. графы и дворяне Старженские (Starzenski) (ГЦП 2, 17)
17. Старжинские (Starzynski)
18. Стржеблевские (Strzeblewski)
19. Сувигайло (Suwigajło)
20. Сунигайло (Sunigaiło)
21. Сондоевские (Sondojewzki)

Т
1. Тауш (Tausz)

У
1. Улинские (Ulinski)
2. Ухоровские (Uchorowski)

Ф
1. Филиповичи (Filipowicz)
2. Фолянд (Foland)
3. Фулько (Fulko)

Х
1. Хометовские (Хоментовские, Хомутовские) (Chometowski, Chomętowski, Chomutowski)
2. Хоминские (Chominski)
3. Хомутовы (русский род) (ОГ VII, 117)
4. Хржелевские (Chrzelowski)
5. Хржонстовские (Chrzastowski)

Ц
1. Цешовские (Cieszowski)

Ч
1. Чарнецкие (Czarnecki)
2. Чарновские (Czarnowski)
3. Чарнота (Czarnota)
4. Чарноцкие (Czarnocki)
5. Чиж (Czyz)
6. Чиш (Czysz)

Ш
1. Шкудльские (Szkudlski)

Э
1. Эльзбуты (Elzbut)

Ю
1. Юшкевичи (Juszkiewicz)

Я
1. Ярницкие (Jarnicki)
2. Ячинские (Jaczynski)

- Лис изм.:

Б
1. Богуфал (Bohufał)
2. Боуфал (Boufal, Bouffał)

В
1. Ваньковичи (Wankowicz)
2. Вороневичи (Woroniewicz)
3. Вороновичи (Woronowicz)

Е
1. Ерличи (Jerlicz)

К
1. Кантур (Kantur)
2. Кеншторт (Kesztort)
3. Козмовские (Kozmowski)
4. Корженевские (Korzeniowski, Korzeniewski)
5. Космовские (Kosmowski)

М
1. Макар (Макаровичи, Макаровичи, Макаренко) (Makar, Makarowicz, Makarenko, Waszenczowicz, Makorowicz)
2. Медекша (Medeksza)

П
1. Прощевичи (Прощовичи) (Proszczewicz, Proszczowicz)

Р
1. Рымвиды Мицкевичи (Rymwid Mickiewicz)

С
1. Самсоновичи (Samsonowicz)
2. Сапухо (Sapucho, Samsonowicz)
3. Сверские (Свирские) (Swierski, Swirski)
4. Сиповичи (Sipowicz)
5. Сондоевские (Sondojewzki)
6. Старжинские (Starzeńscy)

Т
1. Талатовичи (Talatowicz)

Ц
1. Цирус (Cyrus)